# 伊万·比利亚尔
伊万·比利亚尔（西班牙語：Iván Villar，1997年7月9日—），西班牙男子足球运动员，司职守门员。現效力於西甲球隊切爾達。他曾代表西班牙国奥队参加2020年夏季奥林匹克运动会足球比赛，获得一枚银牌。